# Municipio de Rugby
Rugby es un distrito no metropolitano con el estatus de municipio, ubicado en el condado de Warwickshire (Inglaterra). Según el censo de 2001, Rugby estaba habitado por 87 453 personas y su densidad de población era de 249,08 hab/km².